# Білогірський район (Хмельницька область)
Білогі́рський райо́н — колишній район в Україні, розташований на північному заході Хмельницької області в межах історичної Волинської землі. Центр — смт Білогір'я.
17 липня 2020 року було ліквідовано внаслідок адміністративно-територіальної реформи.

## Загальні відомості
Площа району становила приблизно 0,8 тис. км². Населення — 30,8 тис. мешканців (2004).
Район межував на півночі з Острозьким районом Рівненської області, на північному сході і сході з Ізяславським, на півдні з Теофіпольським районами Хмельницької області, на заході з Лановецьким та Шумським районами Тернопільської області.
Територією району протікає річка Горинь з притоками. Судноплавство на Горині відсутнє. Через район проходить залізниця Шепетівка-Подільська – Тернопіль. Основна залізнична станція — Суховоля в селищі Білогір'я. Є зупинки на платформах Білогір'я, Вільшаниця, Лепесівка, Жижниківці. Через район проходять регіональні автомобільні шляхи Р26 Острог – Кременець – Почаїв – Радивилів та Н02 Кременець – Любар – Біла Церква – Ржищів (з під'їздом до м. Біла Церква). Район має регулярне автобусне сполучення з Хмельницьким, Рівним, Тернополем, Львовом, Києвом, сусідніми райцентрами та селами району. Найближчі аеропорти в обласних центрах Рівному та Хмельницькому.
У районі було 2 селищних і 23 сільських ради; 2 селища міського типу та 72 села.

### Сусідні райони та міськради
- Ізяславський район
- Теофіпольський район
- Острозький район (Рівненська область)
- Лановецький район (Тернопільська область)
- Шумський район (Тернопільська область)

### Географія Білогірського району
Територія Білогірського району розташована в межах Північно-Подільської височинної області та, незначною частиною, на Малому Поліссі. Більшу частину території займає Горинь-Слуцька височина, яка на крайній півночі району різким гористим уступом переходить у заболочену Острозьку долину, де розташовані землі сіл Мала Боровиця, Долоччя, Карпилівка. Рельєф переважно хвилястий та горбистий, з глибокими ярами та балками. Долини окремих річок відзначаються широкими заболоченими рівнинами. У межах району присутні чітко виражені уступи та окремі горбогір'я з глибокими улоговинами. На лінії сіл Мала Боровиця – Зіньки – Переморівка Горинь-Слуцька височина поступово переходить в Кременецькі гори. У південній та правобережній частині району (через Горинь) височина дещо вирівнюється.
У районі є значні запаси крейди, вапняку, глини, торфу, будівельного піску, мергелів. Серед ґрунтів переважають чорноземи, здебільшого розорані. Місцями присутні дернові та лучні ґрунти.
У межах району збереглися лісові масиви, переважають широколистяні ліси та соснини на пісковиках.
Клімат району належить до вологої, помірно теплої кліматичної зони. Характеризується м'якими зимами та теплим вологим літом.
Основною водною артерією району є річка Горинь, що бере свій початок на Авратинському плато й розділяє навпіл територію Білогірщини. Основні притоки Горині: Вілія з Кумою, Тростянка, Семенівка, Полква, Калинівка та ін. Озер у районі не багато, переважають стави та штучні водойми. В долинах та вздовж багатьох річок поширені природні болота.

## Коротка історична довідка
Білогірський (Ляховецький) район був утворений 7 березня 1923 р. відповідно до Постанови ВУЦВК від 7 березня 1923 р. З квітня 1946 р. Ляховецький район перейменовано на Білогірський. Давня історія Ляховець (стара назва Білогір'я до 1946 р.) тісно пов'язана з історією інших сіл району та всієї Волині.
Перша письмова згадка про Ляхівці датується 1441 роком. Тоді поселення входило до складу Великого князівства Литовського. У 1569 р. після укладання Люблінської унії між Польщею та Литвою, територія сучасної Білогірщини увійшла до складу Речі Посполитої: більша частина до Кременецького, а невелика частина на півночі — до Луцького повітів.
У середні віки Ляхівці були значним торговельним та оборонним центром Південно-Східної Волині. В 1583 р. поселення отримало магдебурзьке право — право на самоуправління.
У період національно-визвольної війни українського народу 1648–1654 рр. на території сучасної Білогірщини часто відбувалися військові дії. Унаслідок вдалої для козаків та українських селян Пилявецької битви восени 1648 р. жителі Ляховець та навколишніх сіл захопили ляховецьку фортецю, знищили місцеву шляхту й рушили назустріч козацько-селянським загонам Максима Кривоноса під Старокостянтинів. Проте наступного року польська армія перейшла в контрнаступ. Після вимушеного для українського уряду Зборівського договору (1649 р.) територія Білогірщини знову відійшла до Речі Посполитої.
На початку XVIII ст. територія сучасної Білогірщини знову стала в центрі боротьби між різними державами. У травні 1705 р. під час Північної війни (1700–1721 рр.) миргородський полковник Данило Апостол (у майбутньому гетьман України (1727–1734) з козацькою дивізією стояв у Ляхівцях. У 1706 р. тут проходили шведські та російські війська, які вимагали від населення контрибуцію, часто забирали хліб. У 1707 р. гетьман литовського війська Огінський частину свого війська розташував під Ляхівцями. З 1711 р. після кількох років військових дій Волинь знову повертається під владу Речі Посполитої.
На Правобережній Україні розгортається антифеодальний гайдамацький рух. Велика повстанська група діяла в районі Ляховеччини під керівництвом відомого селянського ватажка Івана (Яна) Клобуцького.
Після другого та третього поділів Польщі і приєднання Правобережної України до Російської імперії Ляхівці та навколишні села в 1795 році ввійшли спочатку до складу Подільської губернії, а з 1796 р. — Волинської. Територія сучасного Білогірського району була включена до складу Кременецького та Острозького повітів.
3 початком Першої світової війни Білогірщина відчула всі перипетії воєнного часу. Влітку 1920 р. територію сучасної Білогірщини окупували польські загони, але в липні 1920 р. під час наступу Червоної армії, до Ляхівців вже вступили інші окупаційні війська, частини кавалерійської бригади під командуванням Григорія Котовського. Радянська окупаційна влада остаточно була встановлена в Південно-Східній Волині наприкінці листопада 1920 р.
У березні 1923 р. Ляхівці стають районним центром Шепетівського прикордонного округу в складі Радянської Росії, що згодом отримала назву Радянський Союз. Навесні 1924 р. в Ляховецькому районі було створено першу кредитну сільськогосподарську артіль «Червоний плугатар» із центром в селі Старики. Того ж року почала виходити ідеолого-пропагандистська газета «Соціалістичний фронт».
У 1930 р. в Ляховецькому та інших районах Шепетівської округи вибухнули антиколгоспні селянські повстання, спричинені примусовим здійсненням форсованої колективізації - повної конфіскації власності селян та примусової щоденної трудової повинності за мізерні зарплати (за аналогією кріпосної системи періоду Російської імперії). У 1930-их роках в Ляховецькому районі, як і повсюди в Радянській Україні, відбувалися широкомасштабні, політичні репресії. Зокрема, в 1936 році нібито через зв'язок із «націоналістичними елементами» було виселено за межі району 156 польських сімей.
Напередодні Другої світової війни у Ляховецькому районі проживало 41 249 чол. Найтрагічнішу сторінку в історії краю відкрив напад Німеччини на СРСР. Уже 5 липня 1941 р. Ляховецький район був окупований німецько-фашистськими військами. Восени 1942 р. на території Ляховецького району виникли загони УПА, які перешкоджали німцям вивозити награбоване, нищили невеликі загони нацистських окупантів. У 1943 р. поблизу сіл Мокроволя, В'язовець, смт Ямпіль у результаті боїв між вояками УПА та окупантами загинуло понад 120 гітлерівців. Діяли також з'єднання радянських партизанів. Кінець окупації Білогірського (тоді Ляховецького) району настав із визволенням району підрозділами Червоної Армії. Процес визволення тривав із 20 лютого 1944 р. (було визволено райцентр) по 10 березня 1944 р. — визволено найвіддаленіші села району. Визволяли Ляховецький район від нацистських загарбників війська 6-ї армії 1-го Українського фронту під командуванням М. Ф. Ватутіна спільно з радянськими партизанами в січні-березні 1944 р. Остаточно Ляхівці були звільнені від нацистських окупантів військами 60-ї армії 1-го Українського фронту 5 березня 1944 р.
Селище Ляхівці було перейменовано в 1946 р. на Білогір'я, а Ляховецький район — у Білогірський. Станом на 10 жовтня 1957 р. в Білогірському районі нараховувався 51 населений пункт, 20 колгоспів, 19 сільських рад із земельною площею 44 172 гектари. Населення району в цей час становило приблизно 36 тис. чол., зокрема українців — 95 %.
4 липня 1957 р. райвиконком Білогірської ради порушив питання про зміну статусу села Білогір'я на поселення міського типу, яке через деякий час було вирішено позитивно обласною радою.
17 липня 2020 року Білогірський район, внаслідок адміністративно-територіальної реформи в Україні, було ліквідовано. Територія району ввійшла до складу новоутвореного Шепетівського району

## Населення
Розподіл населення за віком та статтю (2001):
| Стать | Всього | До 15 років | 15-24 | 25-44 | 45-64 | 65-85 | Понад 85 |
| --- | ------ | ----------- | ----- | ----- | ----- | ----- | -------- |
| Чоловіки | 14 987 | 3306        | 1934  | 4474  | 3313  | 1912  | 48       |
| Жінки | 16 713 | 3006        | 1803  | 4055  | 3909  | 3625  | 315      |
| \| Статево-вікова піраміда \| Статево-вікова піраміда \| Статево-вікова піраміда \| \| ----------------------- \| ----------------------- \| ----------------------- \| \| Чоловіки \| Вік \| Жінки \| \| 48 \| 85 + \| 315 \| \| 107 \| 80-84 \| 405 \| \| 382 \| 75-79 \| 903 \| \| 683 \| 70-74 \| 1252 \| \| 740 \| 65-69 \| 1065 \| \| 1002 \| 60-64 \| 1324 \| \| 620 \| 55-59 \| 791 \| \| 760 \| 50-54 \| 891 \| \| 931 \| 45-49 \| 903 \| \| 1096 \| 40-44 \| 1028 \| \| 1150 \| 35-39 \| 950 \| \| 1113 \| 30-34 \| 1061 \| \| 1115 \| 25-29 \| 1016 \| \| 940 \| 20-24 \| 896 \| \| 994 \| 15-20 \| 907 \| \| 1213 \| 10-14 \| 1155 \| \| 1187 \| 5-9 \| 1012 \| \| 906 \| 0-4 \| 839 \| |        |             |       |       |       |       |          |
| Статево-вікова піраміда |        |             |       |       |       |       |          |
| Чоловіки | Вік    | Жінки       |       |       |       |       |          |
| 48 | 85 +   | 315         |       |       |       |       |          |
| 107 | 80-84  | 405         |       |       |       |       |          |
| 382 | 75-79  | 903         |       |       |       |       |          |
| 683 | 70-74  | 1252        |       |       |       |       |          |
| 740 | 65-69  | 1065        |       |       |       |       |          |
| 1002 | 60-64  | 1324        |       |       |       |       |          |
| 620 | 55-59  | 791         |       |       |       |       |          |
| 760 | 50-54  | 891         |       |       |       |       |          |
| 931 | 45-49  | 903         |       |       |       |       |          |
| 1096 | 40-44  | 1028        |       |       |       |       |          |
| 1150 | 35-39  | 950         |       |       |       |       |          |
| 1113 | 30-34  | 1061        |       |       |       |       |          |
| 1115 | 25-29  | 1016        |       |       |       |       |          |
| 940 | 20-24  | 896         |       |       |       |       |          |
| 994 | 15-20  | 907         |       |       |       |       |          |
| 1213 | 10-14  | 1155        |       |       |       |       |          |
| 1187 | 5-9    | 1012        |       |       |       |       |          |
| 906 | 0-4    | 839         |       |       |       |       |          |

Національний склад населення за даними перепису 2001 року:
| Національність | Кількість осіб | Відсоток |
| -------------- | -------------- | -------- |
| українці       | 31178          | 98,33 %  |
| росіяни        | 284            | 0,90 %   |
| поляки         | 148            | 0,47 %   |
| вірмени        | 41             | 0,13 %   |
| білоруси       | 21             | 0,07 %   |
| інші           | 35             | 0,11 %   |

Мовний склад населення за даними перепису 2001 року:
| Мова       | Кількість осіб | Відсоток |
| ---------- | -------------- | -------- |
| українська | 31394          | 99,01 %  |
| російська  | 262            | 0,83 %   |
| вірменська | 26             | 0,08 %   |
| інші       | 25             | 0,08 %   |

## Політика
25 травня 2014 року відбулися Президентські вибори України. У межах Білогірського району було створено 65 виборчих дільниць. Явка на виборах склала 75,16 % (проголосували 16 217 із 21 577 виборців). Найбільшу кількість голосів отримав Петро Порошенко — 49,73 % (8065 виборців); Юлія Тимошенко — 26,35 % (4273 виборці), Олег Ляшко — 11,24 % (1823 виборці), Сергій Тігіпко — 3,22 % (522 виборці), Анатолій Гриценко — 2,69 % (437 виборців). Решта кандидатів набрали меншу кількість голосів. Кількість недійсних або зіпсованих бюлетенів — 0,74 %.

## Пам'ятки
У Білогірському районі згідно з даними управління культури, туризму і курортів Хмельницької облдержадміністрації розташовані 58 пам'яток історії, з яких 52 — це пам'ятні знаки та могили воїнів.

## Персоналії
Декілька слів про знаменитих земляків — вихідців із Білогірщини.
У Білогірському районі в с. Сушівці народився і вчився в школі Микола Федунець — член спілки письменників України, голова Хмельницької обласної письменницької організації. У смт. Ямпіль народились і виросли: Леонід Лукич Ситар — завідувач хірургічного відділенням Київського інституту кардіохірургії, народний депутат України Віталій Миколайович Олуйко у смт. Білогір'я — 14 січня 1961 року народився Віктор Романович Бащук — єпископ УПЦ Уманський та Звенигородський — Пантелеймон.
На Білогірщині народились Герої Радянського Союзу: Майборський Володимир Петрович родом із села Зіньки, Ткачук Іван Олексійович із села Жижниківці, Омельчук Григорій Купріянович із села Мала Боровиця (докладніше дивись статтю Герої Радянського Союзу).
На території району живе і працює Герой України, Генеральний директор НВА ТОВ «Перлина Поділля» Петро Володимирович Іващук.